# Clusia portlandiana
Clusia portlandiana är en tvåhjärtbladig växtart som beskrevs av Howard och Proctor. Clusia portlandiana ingår i släktet Clusia och familjen Clusiaceae. Inga underarter finns listade i Catalogue of Life.